# Pampus (water)
Pampus is een met slib verondiepte geul gelegen aan de monding van het IJ aan de voormalige Zuiderzee ten oosten van Amsterdam en ten noorden van Muiden.
De naam Pampus bevat een woord dat in het huidige Nederlandse taalgebied niet meer voorkomt en 'dikke brij' betekende (verg. Duits: Pampe), hetgeen duidt op de slappe consistentie van de ondiepte. Uit geomorfologisch onderzoek komt naar voren dat het Pampus oorspronkelijk geen bank (en zeker geen zandbank) maar een stroomgeul, later vaargeul, was die door aanslibbing in een voor de scheepvaart hinderlijke ondiepte is veranderd.

## Voor pampus liggen

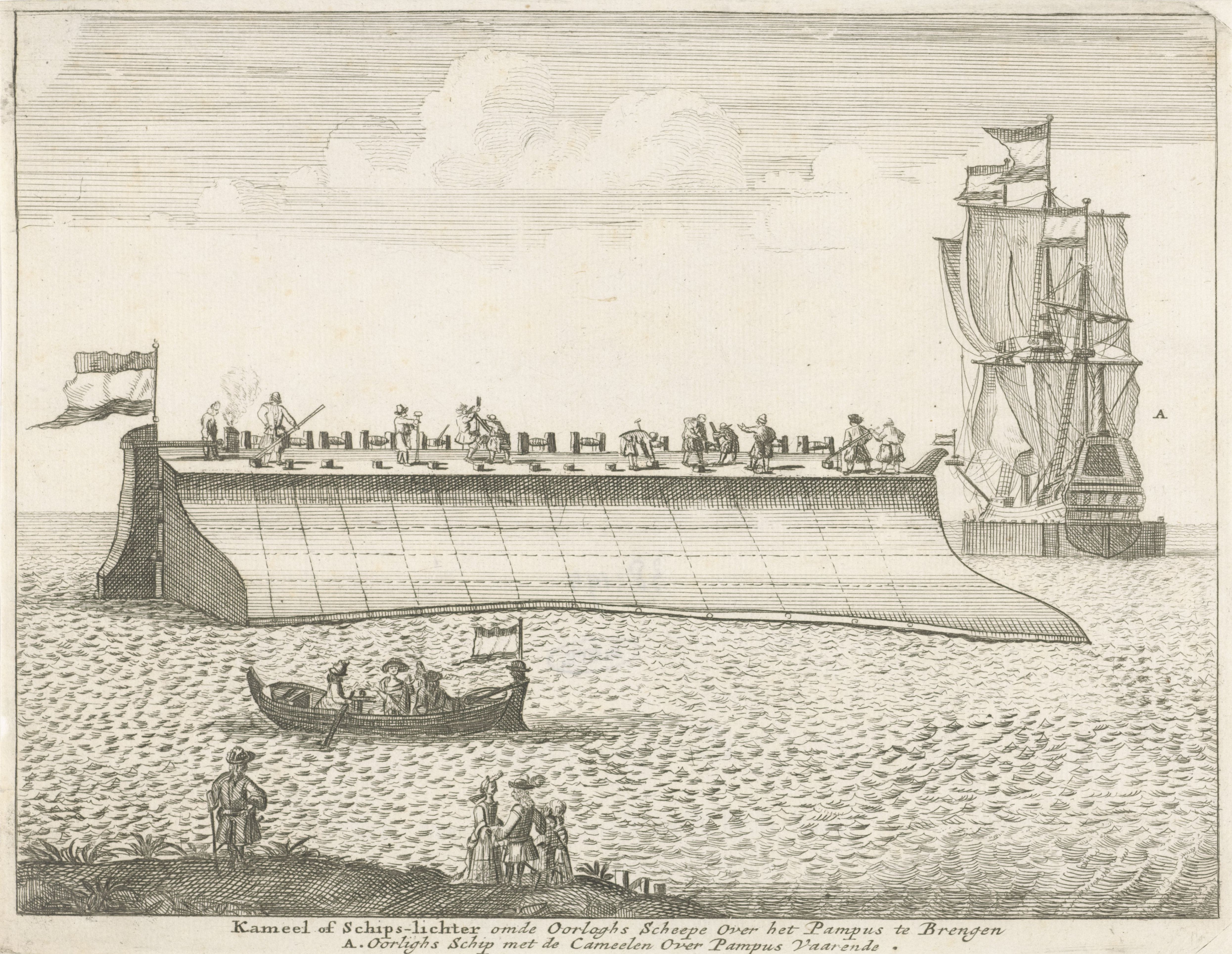
Werking van een kameel of scheepslichter bij Pampus in gebruik

Ten tijde van de koloniale wereldhandel door Nederland, de VOC, konden de schepen, zwaarbeladen door de handelswaar vanuit de factorijen in de 'Oost', wanneer ze bijna thuis waren soms die ondiepe vaargeul niet passeren. In die tijd was de Zuiderzee een zee met getijdewerking. Tijdens eb kon men vaak niet verder bij de ondiepte van Pampus. Soms was de tegenwind ongunstig, soms moesten de schepen over de ondiepte heen geholpen worden met spierkracht (mens of dier) of scheepskamelen. Dat kostte soms zeer lange wachttijden, ook voor de schepen die in een file moesten wachten tot de koopvaardijschepen het IJ konden bereiken.
Aan het wachten is de uitdrukking voor pampus liggen ontleend: 'niet in staat zijn zich te bewegen' (vaak geassocieerd met 'lam' zijn, dronken of volgevreten) of 'lui erbij liggen'.  
Zowel de ondiepte als de zandbank komen daardoor voor in verklaringen voor de uitdrukking.

## Fort Pampus
Na de Frans-Duitse Oorlog van 1870 was het Nederlands bestuur bevreesd voor een aanval op Amsterdam. Men bouwde rondom Amsterdam een vestingring, de Stelling van Amsterdam en voor de monding van het IJ werd op een kunstmatig eiland op een hoger gelegen gedeelte van het Muiderzand, ten zuiden van de vaargeul, een forteiland gebouwd, het fort aan het Pampus genaamd. De naam van dit forteiland is dus ontleend aan het aangrenzende Pampus.